# Kenosha
Kenosha è un comune degli Stati Uniti d'America, capoluogo della contea omonima, nello stato del Wisconsin. È la città più a nord dell'area metropolitana di Chicago e, con una popolazione di 99 218 abitanti, è la quarta città più grande del Wisconsin dopo Milwaukee, Madison e Green Bay. Kenosha si trova sulla riva sud-occidentale del lago Michigan, 20 km a sud di Milwaukee e 30 km a nord di Chicago.

## Infrastrutture e trasporti
Il centro di Kenosha è servito da una linea tranviaria esercitata con vetture storiche del tipo PCC. La stazione ferroviaria è invece capolinea nord dalla linea Union Pacific North del servizio ferroviario suburbano Metra di Chicago.